# جيمي دوبوز
جيمي دوبوز (بالإنجليزية: Jimmy DuBose)‏ هو لاعب كرة قدم أمريكية أمريكي، ولد في 25 أكتوبر 1954 في إنتربرايز في الولايات المتحدة.

## وصلات خارجية
- جيمي دوبوز على موقع مرجع كرة القدم المحترفة.كوم (الإنجليزية)